# Liste des plus grands centres commerciaux aux États-Unis
| Nom Lieu                                          | Surface de vente (m²) | Magasins | Grands magasins | Année d'ouverture |
| ------------------------------------------------- | --------------------- | -------- | --- | ----------------- |
| King of Prussia Mall King of Prussia Pennsylvanie | 260 031               | 400+     | Macy's, Bloomingdale's, Neiman Marcus, Lord & Taylor, Nordstrom, Sears, JC Penney; three food courts                                                  | 1963              |
| Mall of America Bloomington Minnesota             | 258 000               | 522      | Macy’s, Bloomingdale’s, Nordstrom, Sears; amusement park et entertainment complex                                                                     | 1992              |
| South Coast Plaza Costa Mesa Californie           | 250 839               | 280      | Nordstrom, Sears, Saks Fifth Avenue, Macy's, Bloomingdale's; no food court                                                                            | 1967              |
| Sawgrass Mills Sunrise Floride                    | 232 540               | 300      | Super Target, J.C. Penney Outlet, Burlington Coat Factory, and many more; outlet mall with relatively small anchor stores; two food courts            | 1990              |
| Del Amo Fashion Center Torrance Californie        | 232 257               | 300      | Macy's, Macys Home and Furniture gallery, Sears, J.C. Penney, Marshalls, T.J. Maxx, Burlington Coat Factory, AMC Theaters, and Jo-Ann Fabric & Crafts | 1975              |
| Aventura Mall Aventura Floride                    | 222 967               | 275      | Bloomingdale’s, Macy's: Men's and Funiture Store, Macy’s: Women and Children's Store, Sears, and J.C. Penney.                                         | 1983              |
| The Galleria Houston Texas                        | 213 529               | 375      | Nordstrom, Macy's, Neiman Marcus, Macy's, Saks Fifth Avenue; includes ice rink, restaurants, hotels, and office towers                                | 1966              |
| Woodfield Mall Schaumburg Illinois                | 206 616               | 245      | Sears, J.C. Penney, Macy's, Nordstrom, Lord & Taylor                                                                                                  | 1971              |
| Roosevelt Field Mall Garden City New York         | 203 000               | 294      | Macy’s, Bloomingdale’s, J.C. Penney, Nordstrom, Loews Theatre, food courts                                                                            | 1956              |
| Plaza Las Américas San Juan Porto Rico            | 202 000               | 300      | JC Penney, Sears, Macy's | 1968              |
| Millcreek Mall Érié Pennsylvanie                  | 199 000               | 171      | Sears, J.C. Penney, Macy's; Bon-Ton; Burlington Coat Factory; Steve & Barry's; A.C. Moore; no food court                                              | 1974              |
| Tysons Corner Center McLean Virginie              | 195 000               | 250      | Bloomingdale’s, L.L. Bean, Macy’s, Nordstrom, Lord & Taylor, AMC Theaters; three food courts                                                          | 1968              |
| Lakewood Center Lakewood Californie               | 194 000               | 255      | Macy's, Target, Albertsons, Best Buy, J.C. Penney, Home Depot; Sheriff substation; food court                                                         | 1951              |
| Oakbrook Center Oak Brook Illinois                | 186 000               | 175      | Macy’s, Sears, Nordstrom, Neiman Marcus, Lord & Taylor; no food court                                                                                 | 1962              |
| Palisades Center West Nyack New York              | 186 000               | 243      | Barnes & Noble, Macy's, Home Depot, JC Penney, Lord & Taylor, Circuit City, Best Buy, and Target.                                                     | 1998              |
| Lark Ridge Mall Thornton Colorado                 | 186 000               |          | Sears Grand, Home Depot, Circuit City, Dick's Sporting Goods; no food court                                                                           | 2005              |
| Westfield Garden State Plaza Paramus New Jersey   | 186 000               | 260      | Macy’s, Nordstrom, JC Penney, Neiman Marcus, Lord & Taylor                                                                                            | 1957              |
| Scottsdale Fashion Square Scottsdale Arizona      | 179 000               | 225      | Dillard’s, Macy's, Nordstrom, Neiman Marcus | 1961              |
| Fashion Show Mall Las Vegas Nevada                | 175 415               | 200      | Bloomingdale's Home, Dillard's, Macy's, Macy's Men's & Home, Neiman Marcus, Nordstrom (the only one in Nevada), and Saks Fifth Avenue                 | 1982              |